# Igor Kobzar
Igor Andriejewicz Kobzar (ros. Игорь Андреевич Кобзарь; ur. 13 kwietnia 1991 w Surgucie) – rosyjski siatkarz, grający na pozycji rozgrywającego.
Jego młodsza siostra Wiktorija, również jest siatkarką i gra jako rozgrywająca.

## Sukcesy klubowe
Mistrzostwo Rosji:
- 2013, 2014, 2015[4], 2016, 2017, 2019
- 2020

Puchar Rosji:
- 2014, 2015, 2016

Liga Mistrzów:
- 2015[5], 2016, 2017

Klubowe Mistrzostwa Świata:
- 2015, 2016

Superpuchar Rosji:
- 2015, 2016, 2019

## Sukcesy reprezentacyjne
Liga Narodów:
- 2018, 2019

Igrzyska Olimpijskie:
- 2020